# La Pellerine (Mayenne)
La Pellerine é uma comuna francesa na região administrativa da Pays de la Loire, no departamento de Mayenne. Estende-se por uma área de 8,18 km². Em 2010 a comuna tinha 327 habitantes (densidade: 40 hab./km²).